# Fusiulus koreanus
Fusiulus koreanus är en mångfotingart som beskrevs av Karl Wilhelm Verhoeff. Fusiulus koreanus ingår i släktet Fusiulus och familjen kejsardubbelfotingar. Inga underarter finns listade i Catalogue of Life.